# Святой Гомобон
Святой Гомобон Тучинго Кремонский (лат. St Homobonus Tucenghi, старо-итал. Sant'Omobono Tucenghi) (XII век, Кремона, Италия — 13 ноября 1197, там же) — в римско-католической традиции святой, покровитель ткачей, бизнесменов и промышленников, а также города Кремона. Будучи мирянином, успешным ткачом, отдавал свой доход бедным; был канонизирован по инициативе горожан 12 января 1199 года, через год с небольшим после смерти.

## Варианты написания имени
На староитальянском имя Omobono состоит из двух корней и означает «хороший человек». При упоминаниях на других языках часто имя не транскрибировалось, а переводилось. Однозначно устоявшегося соответствия на русском языке нет, и в зависимости от языка и времени перевода в разных работах могут встречаться различные написания: Гомобонус, Хомобонус, Гомобон, Хомобон — от лат. Homobonus; Омобоно — от старо-итал. Omobono; Уомобуоно — от итал. Uomo buono; Гутман — от нем. Gutman; Оммебон — от фр. Hommebon; Гомобоно, Хомобоно — от исп. Homobono; а также Омобон.
Есть разнобой и в передаче фамилии: кроме Тучинго от современного итальянского Tucingo, также встречается Туссенжи от оригинального староитальянского Tucenghi.

## Биография
Гомобон родился в Кремоне в зажиточной купеческой семье.
При совершении сделок он исходил из радости, а не из прибыли, и был готов пожертвовать всем своим состоянием, лишь бы не совершить ни малейшего греха. При этом он был весьма успешен. Он считал, что его умение торговли и обращения со ткацким станком дано ему свыше только для того, чтобы помогать другим.
Капризность, раздражительность, неразумность, несправедливость со стороны других, с которой он часто сталкивался, он переносил со смирением. Терпеливым молчанием, мягкими ответами, кротостью он усмирял чужую ярость и злобу, и всегда держал себя в руках. Это был настолько удивительно, что про него говорили: «он родился без страстей».
Большую часть своего дохода он отдавал нуждающимся. Некоторых больных и нищих он принимал у себя дома и ухаживал за ними. По совету своих родителей в жёны он взял добродетельную и целомудренную девушку. Иногда она жаловалась ему, что его излишние дары могут ввергнуть семью в нищету, но терпела. У них было несколько детей.
В возрасте пятидесяти лет он оставил торговлю и полностью посвятил себя благотворительности.
Гомобон был мирянином, но очень набожным человеком; утром и вечером он ходил в приходскую церковь. Он умер во время одной из месс: протянув руки к распятию, когда пели «слава в вышних Богу» (лат. gloria in excelsis), он упал лицом на землю. Окружающие решили, что он сделал это из благочестия; забеспокоились только тогда, когда он не встал к чтению Евангелия, и обнаружили, что он тихо ушёл из жизни.

## Канонизация и память
После смерти о его канонизации просили многие жители Кремоны. Сикардо, епископ Кремоны, лично отправился в Рим вместе с другими достойными горожанами просить о канонизации.
Примерно год спустя, 12 января 1199 года, он был канонизирован папой Иннокентием III.
В булле папы Иннокентия III Гомобону даны эпитеты «отец бедняков», «утешитель притесняемых», «усердный в вечной молитве», «человек мира и миротворец», «человек добрый и в имени, и в делах».
В 1356 году мощи Гомобона были извлечены и перенесены в кафедральный собор; голова осталась в церкви св. Эгидия.
В 1592 году кафедральный собор Кремоны был освящён в честь него и успения св. Марии.
В 1643 году члены Городского совета Кремоны выбрали Гомобона в качестве святого покровителя города. Как указал Иоанн Павел II, Гомобон — «светский святой, который был избран покровителем самими мирянами».
С середины XVII века он считается покровителем всех промышленников и бизнесменов.
Период между 13 ноября 1997 (800-летие со дня смерти) и 12 января 1999 был назван папой Иоанном Павлом II «годом св. Гомобона» и посвящён его памяти.
День святого Гомобона отмечается ежегодно 13 ноября.